# Saison 2012 des Twins du Minnesota
La saison 2012 des Twins du Minnesota est la 112e saison en Ligue majeure de baseball pour cette franchise et la 52e depuis le transfert des Senators de Washington vers l'État du Minnesota.
Malgré trois victoires de plus qu'en 2011, les Twins connaissent une deuxième année perdante de suite. Ils terminent au dernier rang sur cinq équipes dans la division Centrale, au dernier rang de toute la Ligue américaine et 27e sur 30 clubs dans le baseball majeur avec 66 victoires et 96 défaites.

## Contexte
Les Twins tentent de se relever d'une saison 2011 catastrophique qui fut l'une des pires de leur histoire et leur plus mauvaise depuis 1982. Pourtant champion en titre de la division Centrale de la Ligue américaine après une sixième première position en neuf ans en 2010, le club du Minnesota perd 31 parties de plus en 2011 et passe d'une fiche victoires-défaites de 94-68 à un dossier de 63-99, bon pour la dernière place de l'Américaine. Dans tout le baseball, seuls les Astros de Houston de la Ligue nationale encaissent plus de défaites. Les blessures subies par plusieurs joueurs, notamment Joe Mauer et Justin Morneau, pèsent lourd dans la balance lors de cette saison à oublier.

## Intersaison
Les cas des vedettes Justin Morneau, qui ressent toujours des symptômes reliés à une commotion cérébrale, et Joe Mauer préoccupent les Twins durant l'intersaison. Le 23 novembre 2011, Minnesota engage l'ancien receveur des Pirates de Pittsburgh Ryan Doumit pour seconder Mauer derrière le marbre.
Le 16 novembre, le joueur de champ intérieur Jamey Carroll quitte les Dodgers de Los Angeles et rejoint les Twins, qui lui donnent un contrat de deux saisons pour 6,75 millions de dollars.

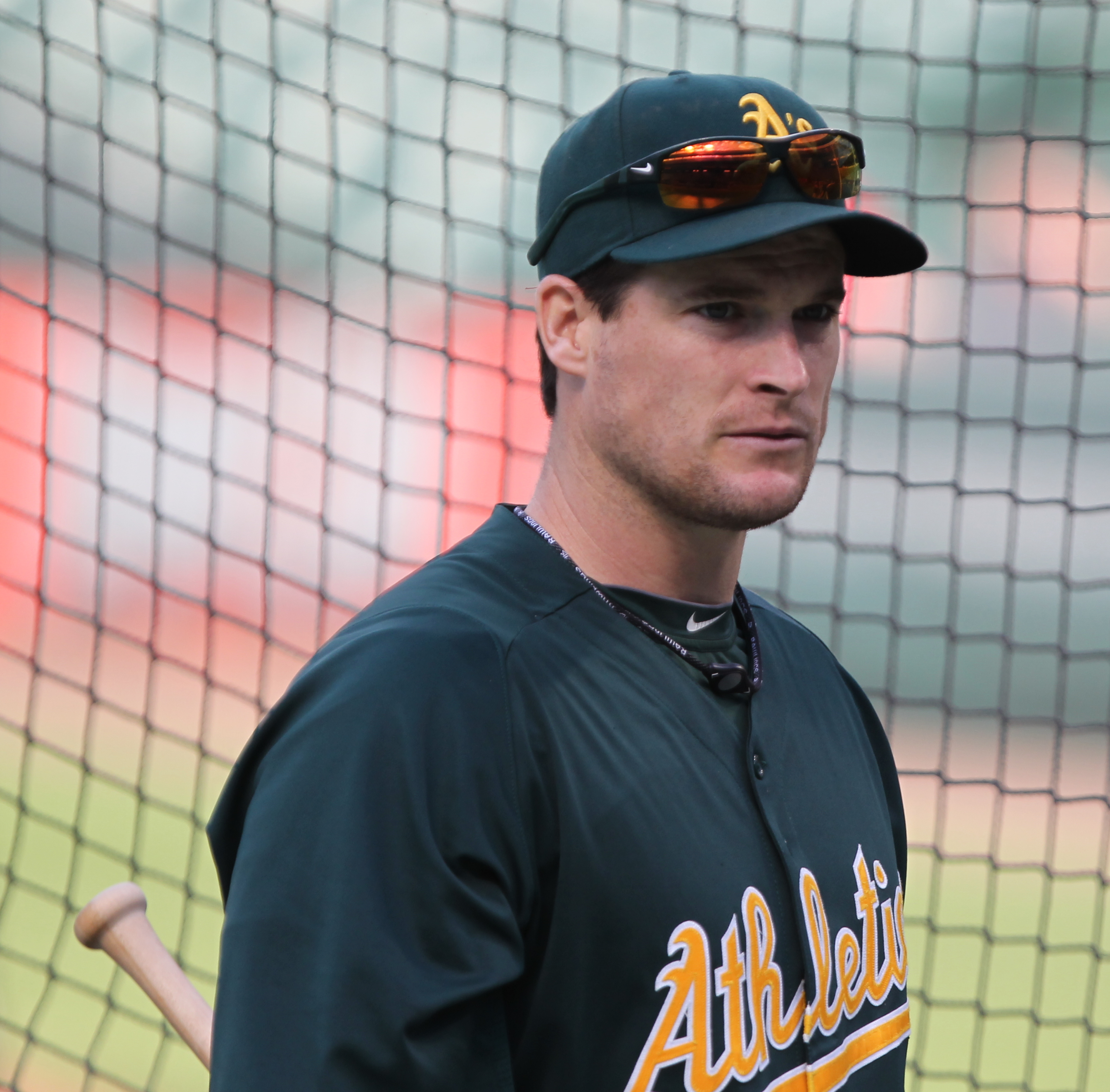
Josh Willingham passe aux Twins après une saison à Oakland.

Le 6 décembre, le lanceur partant Kevin Slowey est échangé aux Rockies du Colorado.
Le lanceur de relève Matt Capps, qui a rejoint les Twins en 2010, obtient un nouveau contrat tandis que ses collègues Jon Rauch et Joe Nathan prennent le chemin de Philadelphie et Texas, respectivement. Quant au releveur gaucher José Mijares, il quitte les Twins après 4 saisons et rejoint les Royals de Kansas City.
Deux voltigeurs patrouillant depuis longtemps le champ extérieur des Twins se retrouvent en 2012 sous d'autres cieux : Michael Cuddyer quitte pour le Colorado après 11 années avec les Twins et Jason Kubel, après avoir joué ses 8 premières saisons en carrière au Minnesota, rejoint Arizona.
Le 15 décembre, le voltigeur Josh Willingham, agent libre après une saison à Oakland, signe un contrat de trois ans pour 21 millions de dollars avec le club du Minnesota.
Le 22 décembre, le lanceur droitier Jason Marquis arrive chez les Twins avec en poche un contrat d'un an d'une valeur de 3 millions de dollars.
Le 3 janvier, le joueur de troisième but Sean Burroughs rejoint les Twins en provenance des Diamondbacks de l'Arizona.
Le lanceur droitier Joel Zumaya, réputé pour ses balles rapides, signe un contrat d'un an le 18 janvier mais, de nouveau blessé, il décide de se faire opérer au ligament collatéral ulnaire et, puisqu'il doit s'absenter toute la saison 2012, est libéré par les Twins.
Le 9 février, le voltigeur Darin Mastroianni est obtenu des Blue Jays de Toronto via le ballottage.

## Calendrier pré-saison
L'entraînement de printemps des Twins s'ouvre en février et le calendrier de matchs préparatoires précédant la saison s'étend du 3 mars au 4 avril 2012.

## Saison régulière
La saison régulière des Twins se déroule du 6 avril au 3 octobre 2012 et prévoit 162 parties. Elle débute par une visite aux Orioles de Baltimore, puis le match d'ouverture au Target Field de Minneapolis, domicile des Twins, a lieu le 9 avril face aux Angels de Los Angeles.

### Classement
| Ligue américaine (Division Centrale) | V  | D  | %    | Diff. |
| ------------------------------------ | -- | -- | ---- | ----- |
| Tigers de Détroit                    | 88 | 74 | ,543 | -     |
| White Sox de Chicago                 | 85 | 77 | ,525 | 3     |
| Royals de Kansas City                | 72 | 90 | ,444 | 16    |
| Indians de Cleveland                 | 68 | 94 | ,420 | 20    |
| Twins du Minnesota                   | 66 | 96 | ,407 | 22    |

### Juin
- 26 juin : Contre les White Sox de Chicago, Tyler Robertson réalise une première dans l'histoire des Twins alors qu'il retire sur des prises les 3 premiers frappeurs qu'il affronte en début de carrière[20].

### Juillet
- 28 juillet : Les Twins échangent la lanceur gaucher Francisco Liriano aux White Sox de Chicago contre le joueur d'avant-champ Eduardo Escobar et le lanceur gaucher des ligues mineures Pedro Hernandez[21].

## Affiliations en ligues mineures
| Niveau            | Équipe                 | Ligue                   |
| ----------------- | ---------------------- | ----------------------- |
| AAA               | Red Wings de Rochester | Ligue internationale    |
| AA                | New Britain Rock Cats  | Eastern League          |
| A-Advanced        | Fort Myers Miracle     | Florida State League    |
| A                 | Beloit Snappers        | Midwest League          |
| Ligue des recrues | Elizabethton Twins     | Appalachian League      |
| Ligue des recrues | GCL Twins              | Gulf Coast League       |
| Ligue des recrues | DSL Twins              | Dominican Summer League |